# Асан (Удмуртия)
Асан — деревня в Кезском районе Удмуртской республики.

## География
Находится в северо-восточной части Удмуртии на расстоянии приблизительно 24 км на север по прямой от районного центра поселка Кез.

## История
Известна с 1891 года, в 1905 году здесь (починок Асановский или Асан) было 12 дворов, в 1924 (Асан) — 21. С 1932 года деревня. До 2021 года входила в состав Гыинского сельского поселения.

## Население
Постоянное население составляло 106 жителей (1905), 152 (1924, все удмурты), 50 человек в 2002 году (удмурты 100 %), 32 в 2012.